# Daxter
Daxter es un videojuego perteneciente al género de plataformas desarrollado por Ready at Dawn y publicado por Sony Computer Entertainment para la plataforma PSP el 14 de marzo de 2006. El juego funciona como un spin-off de la saga principal Jak and Daxter.

## Sinopsis
El juego tiene lugar en la brecha de 2 años presentada entre el primer juego y Jak II donde el juego se presenta en el momento en que Jak es capturado por guardias carmesí y Daxter escapa. Un anciano llamado Osmo contrata a Daxter como exterminador que trabaja en varias partes de Heaven City y sus alrededores para exterminar a los cabezachapas. Durante sus aventuras, Daxter conoce a una misteriosa mujer llamada Taryn que, a pesar de sentir indiferencia por el interés de Daxter en ella, ocasionalmente lo ayuda.
Después de completar una serie de misiones para Osmo, Daxter ve a Jak en un Prison Zoomer e intenta perseguirlo. Después de ser acorralado por algunos guardias carmesí (que habían notado la persecución de Daxter), Daxter es rescatado por el hijo de Osmo, Ximon, quien lo ayuda con varias misiones más, incluida una al palacio del barón Praxis, donde Daxter roba un mapa de la Fortaleza, la prisión donde Jak se está encarcelado. Después de regresar a la tienda de exterminio, un compinche artrópodo que Daxter adquirió antes es asesinado por Kaeden, un hombre amargado que aparentemente quiere robar la tienda de Osmo, pero, en realidad, está trabajando para Kor, el líder de los cabezachapas.
Cuando Daxter intenta evitar que Kaeden escape de la tienda, Kaeden de repente hace estallar la tienda con una bomba. Daxter y Osmo sobreviven, y Daxter promete detener a Kaeden pero solo después de que rescate a Jak. Daxter se infiltra en la Fortaleza y encuentra a Kaeden, quien se revela como un cabezachapa. Daxter logra derrotar a Kaeden, quien intenta advertirle que Kor los está esperando afuera, luego usa una plataforma flotante para comenzar a buscar a Jak dentro de la Fortaleza, lo que lleva a la escena de apertura de Jak II. Después de esto, el juego pasa a un punto más adelante en la línea de tiempo en el bar Naughty Ottsel de Daxter, donde le cuenta la historia a Jak, Keira, Samos, Tess y Taryn.

## Mecánicas
Daxter puede realizar saltos dobles y agarrar repisas, puede agacharse para pasar por espacios estrechos, usar trampolines para alcanzar repisas más altas y colgarse en tirolesas y usar vehículos para moverse por el mapa del mundo del juego. Los portales y las puertas se encuentran dentro del entorno principal que conducen a ubicaciones que contienen misiones que los jugadores deben completar para avanzar en la historia.
El combate en el juego se centra principalmente en ataques cuerpo a cuerpo utilizando un matamoscas eléctrico en el inicio del juego. Después de las misiones iniciales, el jugador obtiene acceso a un tanque de exterminio que rocía un repelente para aturdir a los enemigos y como un Jet-Pack para hacer volar a Daxter por un pequeño periodo de tiempo y alcanzar una gran altura; hasta cierto punto del juego, ésta puede convertirse en un lanzallamas que genera un gran daño y aumenta la altura de Daxter cuando se usa como un Jet-Pack y un último accesorio ultrasónico que dispara proyectiles azules y generan un daño aún mayor.
A lo largo del juego, se pueden encontrar dos tipos de coleccionables durante el juego,como las gemas amarillas que sueltan los enemigos, similares a las gemas de los cabezachapas de la segunda y tercera entrega.
El segundo coleccionable son las tradicionales esferas precursor, que desbloquean características especiales. Además, los jugadores pueden desbloquear elementos únicos como máscaras de otras franquicias de PlayStation que se encuentran ocultas a lo largo del juego y al tener Jak X conectado a Daxter, pueden alterar las gafas del personaje y si Daxter está al 100%, se desbloquea un auto exclusivo.

## Recepción
Las opiniones de este juego son generalmente positivas como se ve reflejado en MetaCritic y para el público en general, es considerado uno de los mejores juegos para la consola PSP.
Las buenas críticas se ven reflejadas en las ventas del juego, con un total de 4.23 millones de copias hasta el 3 de septiembre de 2019.